# Подерей
Подерей (рум. Poderei) — село у повіті Бистриця-Несеуд в Румунії. Входить до складу комуни Ребрішоара.
Село розташоване на відстані 339 км на північ від Бухареста, 16 км на північ від Бистриці, 87 км на північний схід від Клуж-Напоки.

## Населення
За даними перепису населення 2002 року у селі проживали 313 осіб, усі — румуни. Усі жителі села рідною мовою назвали румунську.